# Чамоли
Чамоли (англ. Chamoli, хинди चमोली गढ़वाल) — округ в индийском штате Уттаракханд в регионе Гархвал. Административный центр округа — город Гопешвар.

## Географическое положение
На севере граничит с Тибетом, на востоке — с округами Питхорагарх и Багешвар, на юге — с округом Алмора, на западе — с округом Рудрапраяг и на северо-западе — с округом Уттаркаши.

## Население
Согласно всеиндийской переписи 2001 года, население округа составляло 370 359 человек, из них индуистов — 365 396, мусульман — 3 725 (1 %) и сикхов — 439 человек. В округе проживает этническая группа тибетского происхождения бхотия.

## Достопримечательности
На территории округа Чамоли расположено одно из популярных индуистских мест паломничества Бадринатх, отличающиеся своей природной красотой долина Хемкунд, Цветочная долина и Аули.

## Происшествия
10 мая 2014 года следовавший из Ришикеша автобус упал в ущелье глубиной 300 метров, в результате погибли 17 человек.